# 2-Brompropansäure
2-Brompropionsäure ist eine chemische Verbindung aus der Gruppe der aliphatischen Carbonsäuren mit drei Kohlenstoffatomen, bei denen eines der an einem Kohlenstoffatom gebundenen Wasserstoffatome durch ein Bromatom ersetzt ist. Sie ist damit ein Derivat der Propionsäure.

## Isomere
2-Brompropionsäure ist optisch aktiv, da sie am zweiten C-Atom ein Chiralitätszentrum besitzt.
| Isomere von 2-Brompropansäure |                         |                         |
| Name                          | (2S)-2-Brompropansäure  | (2R)-2-Brompropansäure  |
| Andere Namen                  | (2S)-2-Brompropionsäure | (2R)-2-Brompropionsäure |
| Strukturformel                |                         |                         |
| CAS-Nummer                    | 32644-15-8              | 10009-70-8              |
| CAS-Nummer                    | 598-72-1 (Racemat)      |                         |
| EG-Nummer                     | 628-991-0               | 629-017-7               |
| EG-Nummer                     | 209-947-6 (Racemat)     |                         |
| ECHA-Infocard                 | 100.157.213             | 100.157.236             |
| ECHA-Infocard                 | 100.009.044 (Racemat)   |                         |
| PubChem                       | 642232                  | 6992152                 |
| PubChem                       | 11729 (Racemat)         |                         |
| Wikidata                      | Q72511571               | Q100979758              |
| Wikidata                      | Q27291037 (Racemat)     |                         |

## Gewinnung und Darstellung
2-Brompropionsäure kann durch die Hell-Volhard-Zelinsky-Reaktion aus Propionsäure, Brom und rotem Phosphor dargestellt werden. Dabei wird das Racemat erhalten.
2-Brompropansäure entsteht auch durch Erhitzen von Milchsäure und gesättigter Bromwasserstoffsäure im geschlossenen Rohr.

## Eigenschaften
2-Brompropionsäure ist ein gelber Feststoff mit stechendem Geruch und niedrigem Schmelzpunkt, der löslich in Wasser ist.
Die Säurestärke liegt wegen des −I-Effekts der Halogenatome über der der Stammverbindung Propionsäure.
Die Enantiomeren von 2-Brompropionsäure schmelzen bei −0,5 °C, wobei auch eine metastabile polymorphe Form mit einem Schmelzpunkt bei −10 °C beobachtet wurde. Das Racemat liegt folgend aus dem hohen Schmelzpunkt bei 25,7 °C als racemische Verbindung vor. Auch hier wurde eine metastabile polymorphe Form mit einem Schmelzpunkt bei −3,9 °C beobachtet. Die racemische Mischung der beiden Enantiomeren sollte einen Schmelzpunkt um −20 °C besitzen.
Bei Temperaturen über 300 °C zersetzt sich die Verbindung.

## Reaktionen
2-Brompropansäure kann durch Erhitzen mit Kaliumhydroxid dehydrohalogeniert werden, es entsteht Acrylsäure.
2-Brompropansäure kann durch Erhitzen mit elementarem Brom im geschlossenen Rohr in 2,2-Dibrompropansäure  umgewandelt werden, die sich beim weiteren Erhitzen in die 2,3-Dibrompropansäure umlagert.
2-Brompropansäure kondensiert beim Erhitzen mit Silberpulver 2,3-Dimethylbernsteinsäure.
Das in Wasser gelöste Kaliumsalz der 2-Brompropansäure zerfällt beim längeren Stehen in der Kälte in Kaliumbromid und Milchsäure.
Im basischen Milieu hydrolysieren die Brompropansäuren, wie die 2-Brompropansäure, zu den entsprechenden Hydroxypropansäuren.

## Verwendung
2-Brompropansäure wird als Zwischenprodukt zur Herstellung von Pharmazeutika und Pestiziden verwendet. Es wird als Alkylierungsmittel für Mercaptane und andere schwefelhaltige Verbindungen verwendet. Aus 2-Brompropionsäure kann durch Reaktion mit konzentriertem Ammoniak racemisches Alanin hergestellt werden.

## Sicherheitshinweise
Bei starker Erhitzung sind explosionsfähige Gemische mit Luft möglich. Als kritisch ist ein Bereich ab ca. 15 Kelvin unterhalb des Flammpunktes von 100 °C zu bewerten.